# Wunschpunsch
Wunschpunsch (2000–2002) – kanadyjsko-niemiecko-francuski serial animowany stworzony na podstawie książki Michaela Ende pt. „Wunschpunsch albo szatanarchistorygenialkoholimpijski eliksir”. Serial emitowany był na kanałach Fox Kids, Jetix, TVN i Jetix Play. Składa się z dwóch sezonów: I i II serii liczących po 26 odcinków.

## Fabuła
Ekscentryczny mag, zwany Zarazkiem, mieszka w mrocznym, nieco pokracznym zamku razem z kotem Maurycym, szczycącym się szlacheckim pochodzeniem. Pewnego dnia do mieszkania staroświeckiego czarnoksiężnika przybywa jego ciotka Tyrania, znana ze swojej próżności i zamiłowania do nowoczesnych gadżetów wiedźma. Każde z nich ma jedną połowę czarnoksięskiego zwoju, który razem z magicznym wywarem umożliwia rzucenie potężnego zaklęcia. Ukrywają je przed sobą wzajemnie. Czarnoksiężnik pod postacią owada, Inspektor Czarnoksięstwa i Kontroler Magii Złowrogus Robal, nakazuje obydwu czarodziejom rzucić zaklęcie na miasto Megalopolis – Zarazek i Tyrania zdobyli bowiem w nie wiadomo jaki sposób tytuły Mistrzów Czarnoksięstwa, w zamian za które zobowiązali się rzucać uroki. By czar się utrwalił na zawsze, musi minąć siedem godzin. Czarnoksiężnicy jednak nie wiedzą o jednym – kot Maurycy wraz z krukiem Jakubem Bazgraczem (należącym do Tyranii) są szpiegami, wybranymi przez Radę Zwierząt do chronienia miasta przed czarami magów. Korzystając z pomocy cioci Noe, wiekowej żółwicy mówiącej zagadkami, zwierzaki za każdym razem powstrzymują zaklęcie Wunschpunsch przed utrwaleniem się. By tego dokonać, muszą rozszyfrować zagadkę i zrealizować zakodowany w niej scenariusz zanim będzie za późno.

## Postacie
- Maurycy – kot Zarazka, pochodzi ze szlacheckiego rodu. Uwielbia jeść. W przeciwieństwie do swojego pana lubi nowoczesne technologie. Podczas sporządzania magicznego wywaru podsłuchuje magów wraz z Jakubem. Na szyi ma muszkę. Świetnie gotuje.
- Jakub – kruk Tyranii, jest starym ptakiem, cierpiącym na reumatyzm, na który często narzeka. Jest bardzo bystry i sprytny, zwykle to on rozwiązuje zagadki, ponadto często ratuje Maurycego z opresji. Ma najpiękniejszą wybrankę, która się w nim podkochuje, więc Jakub stara się ją zdobyć. Podczas sporządzania magicznego wywaru podsłuchuje magów wraz z Maurycym. Nosi kurtkę i szalik. Mimo iż jego panią jest ciotka Tyrania, Jakub jest staroświecki i nie przepada za nowymi technologiami.
- Zarazek – w innych wersjach językowych Bubbi (wersja niemiecka) lub Bubonic (angielska, duńska), w Polsce niekiedy Bubolinek – siostrzeniec Tyranii, jest staroświeckim, ekscentrycznym czarownikiem, nie ma zaufania do zdobyczy techniki. Jest dobry w rzucaniu uroków. Przy sporządzaniu magicznego wywaru współpracuje z Tyranią, z którą bardzo często się kłóci. Jest bardzo niechlujny. Chodzi w granatowym płaszczu i „złamanym” w połowie cylindrze. Nosi okulary. Jego wąsy mają wygląd wąsów kocich. Uwielbia, gdy Maurycy wygrzewa mu stopy. Posiada dwa pojazdy: staroświecki karawan oraz motocykl.
- Tyrania – ciotka Zarazka, jest nowoczesną czarownicą i uważa się za najpiękniejszą kobietę na świecie. Oczywiście, Zarazek twierdzi inaczej, w związku z czym Tyrania drażni się z nim aż do wyczerpania. Przy sporządzaniu magicznego wywaru współpracuje z Zarazkiem.
- Złowrogus Robal – Inspektor Czarnoksięstwa i Kontroler Magii; humanoidalny robak (chrząszczopodobny, zielony owad), który rozkazuje Zarazkowi i Tyranii co do realizacji ich zadania. Czarownicy mają rzucić urok na Megalopolis na minimum siedem godzin – po tym czasie czar ma się utrwalić. Choć czarownicy zawsze bardzo się starają, nigdy im się to nie udaje. W zamian za to dostają surowe kary od Robala. Robal ma też niezwykłą żonę, która pojawia się dopiero w drugiej serii.
- Ciocia Noah (czyt. Noe) – sympatyczna żółwica, mieszkająca w Radzie Zwierząt w zoo. Gdy Jakub i Maurycy mają kłopoty, podaje im zagadkę na ocalenie miasta Megalopolis. Najlepszymi przyjaciółmi cioci Noah są: świnia, kozioł, lew i wiele innych zwierząt. Ciocia Noah ma problemy z pamięcią, jednak zawsze udaje jej się znaleźć odpowiednią zagadkę. Raz, na wszelki wypadek (gdyby zapomniała), przy powtarzaniu drugi raz tej samej zagadki (najpierw Jakubowi, potem Maurycemu) posłużyła się starym magnetofonem.
- Kip Cosey – chłopiec, mieszkający z rodziną Coseyów, najlepszy przyjaciel Maurycego.
- Kelly Cosey – siostra, mieszkająca z rodziną Coseyów. Ubiera się w różową koszulę i niebieskie spodnie.
- Państwo Cosey – są najbliższymi sąsiadami zamku, w którym mieszkają Tyrania i Zarazek.
- Barbara Papla – reporterka. Myśli głównie o swoim ubraniu i o swojej fryzurze.
- Blaga – burmistrz Megalopolis. Jest dość otyły i zapatrzony w siebie.
- Dąbek – pies strażacki. Przyjaciel Jakuba i Maurycego.
- Ravinia – wrona. Jakub jest w niej zakochany.
- Pani Robalowa – żona Robala. Pojawia się dopiero w drugiej serii (przy okazji, gdy karą za nieudolności Zarazka i Tyranii było odebranie im Maurycego i Jakuba – zwierzątka zostały zakwaterowane u pani Robalowej, która bardzo o nie dbała – co docenili sami lokatorzy, jednak Maurycy i Jakub bardzo kochali swoich czarodziejów i zdecydowali się na ucieczkę z domu Robalów). W ostatnim odcinku tymczasowo zajęła miejsce swojego męża jako szefa Tyranii i Zarazka, gdyż Robal się rozchorował.
- Mięsojad – roślina i „domowy przyjaciel” Zarazka. Je mięso. Tyrania za nim nie przepada (cytat z jednego z odcinków z pierwszej serii: „Jak mam się skoncentrować na zaklęciu, kiedy to zielsko wydaje takie... Obrzydliwe odgłosy!”). W odcinku „Jarzynowa sałatka” wpadł z Tyranią do wywaru, a gdy zaklęcie zostało rzucone, on i Tyrania połączyli się (fragment dialogu: „(...)Moja ukochana roślinka przemieniła się w moją nieznośną ciotkę!... – Nieznośną?!... Ja Ci pokażę nieznośną!... Przynieś mi zaraz coś do jedzenia, najlepiej krwisty befsztyk, umieram z głodu...”), na szczęście rozdzielili się, gdy Maurycy połaskotał ich w język. Co ciekawe, Tyranio-mięsojad przyznała rację Zarazkowi, iż nie należy jeść zbyt dużo mięsa, gdyż jest to niezdrowe, i próbowała przejść na bezmięsną dietę (co jej się nie udało).
- Budyń – szczur. Ubiera się w strój pułkownika armii. Mieszka w kuble na śmieci.

## Schemat rzucania uroku
Każdy z uroków jest rzucany przy pomocy magicznego wywaru Wunschpunsch, gotowanego w szklanym kotle umieszczonym w komnacie pod ziemią, pod ceglanym łącznikiem, łączącym dom Zarazka i Tyranii. Czarodzieje razem wyśpiewują słynną formułę, po czym podrzucają połówki magicznego pergaminu, które następnie łączą się wysoko nad kotłem i zaczynają wirować po okręgu (w jednym z odcinków Tyrania nie zdążyła puścić swojej połówki pergaminu – poleciała razem z nią nad kocioł, i razem z nią zaczęła wirować). Równocześnie wytwarza się zielony dym. Następnie przychodzi czas na wrzucenie do kotła przedmiotów związanych z aktualnie rzucanym urokiem (w ciągu serii były to np. warzywa, części samochodowe, but Zarazka, stare śniadanie Maurycego, Zarazkowe szachy czy kostium Tyranii w rozmiarze XXXL) oraz wypowiedzenie, co urok ma spowodować. Puentą jest powtórzenie tej kwestii od tyłu („By zaklęcie miało jadu smak, teraz powiedzmy to wspak!” lub „By nikt nie sądził, że sił nam brak, teraz powiemy to wszystko wspak!”); zielony dym całkowicie wsiąka w wywar (magiczny pergamin cały czas wiruje wysoko nad kotłem). Koniec czarowania jest obwieszczony wyrzutem zielonej energii połączonym z grzmotem z kotła oraz odliczeniem siedmiu godzin na zegarze, w którym rolę kukułki spełnia młotek uderzający w palec. Magiczne moce rzuconego uroku wypływają na świat zewnętrzny w postaci zielonych błyskawic i grzmotów przez wysoki komin ceglanego łącznika łączącego domy czarodziejów.

### Przykładowe formuły zaklęcia w różnych językach
Język polski: Czas na szczyptę megamagii! Mocą krzepką i ochoczą, jak podziemnych wstrząsów rój, niech te części się połączą w jeden wszechpotężny zwój! Niechaj głębia czarnej nocy wskaże nam, co śpi w jej mocy! Syk płomieni, grzmotu ryk podzielone złączy w mig! Raz, dwa! (Haha) Wunschpunsch!!
Język angielski: Time for a little megamagic! By the power, hail and hearty, of an earthquake on a roll, to be party, part and party, of the one and only scroll. Formula of deepest night, if it's you, then show your might! Join what once was with a sunder, to the sound of flames and thunder! Ready? Set! Wunschpunsch!!
Język francuski: Par le pouvoir imposant, du grand feu souterrain, prouve que ces éléments sont un seul parchemin! Montre ta force de fer, formule de la nuit, par les flammes et la lumière, joins ce qui est détruit! Joins ce qui est détruit! Attention c'est parti! Wounchpounch!
Język niemiecki: Durch die Kraft von sechsundsechzig umgekehrten Pentagrammen zeigen, unecht oder echt, sich Teile die vom Ganzen stammen! Formel aus der Zeiten Nacht, bist du es, zeig deine Macht! Füg sie flugs und flink zusammen, unter Donner, Blitz und Flammen! Achtung, fertig, Wunschpunsch!
Język rosyjski: Пусть старо, как мир, понятье, Корча, порча, приворот, Практикуем мы к проклятьям Современнейший подход! Формула двойного зла, Трижды ночь плюс дважды мгла, Два кусочка, станьте целым, Пламя, делай своё дело. И варись, варись, вуншпунш, Вуншпунш, Вуншпунш!!
(Transkrypcja cyrylicy: Pust staro, kak mir, paniatie, korcza, porcza, priwarot, praktikujem my w prakljatjam sowriemiennejszij padchod! Formuła dwajnogo zła, triżdy nocz pljus dważdu mgła, dwa kuzoćka stańte celym, płanie dielaj swoje delo. I waris, waris, Wunszpunsz, Wunszpunsz, Wunszpunsz!)

## Wersja polska
Opracowanie wersji polskiej: dla TVN – IZ-Text Katowice

Reżyseria: Ireneusz Załóg

Tekst polski:
- Roman Palewicz (odc. 1-9, 26, 40-43),
- Patrycja Przybysz (odc. 10-18),
- Wojciech Dyczewski (odc. 19-25, 27-39, 44-52)

Fragmenty „Hamleta” Williama Szekspira w przekładzie Macieja Słomczyńskiego (odc. 22)

Redakcja: Wojciech Zamorski

Udźwiękowienie: Supra Film

W polskiej wersji wystąpili:
- Krystyna Wiśniewska –
  - Tyrania,
  - ciocia Noah,
  - pani Cosey,
  - tłum ludzi (odc. 1, 6, 8, 11, 13, 15, 20, 27, 31, 38, 40, 43-45, 47-48, 51-52),
  - jedna z mieszkanek miasta (odc. 1, 5, 10),
  - kobiety uciekające od fryzjera (odc. 2),
  - sobowtóry Tyranii (odc. 2),
  - blondwłosa dziewczynka (odc. 3),
  - kobieta uciekająca przed gumową kaczką (odc. 3),
  - ludzie zmienieni w dzieci (odc. 4),
  - ludzie zmienieni w jaskiniowców (odc. 7),
  - blondwłosa plażowiczka (odc. 8),
  - matka rudowłosego chłopca (odc. 8),
  - blondwłosa kobieta skarżąca na za małe buty (odc. 8),
  - mieszkanki miasta (odc. 8),
  - mażoretki (odc. 8),
  - ciemnoskóry chłopiec (odc. 8, 21),
  - jedna z ptaszyn Jakuba na plaży (odc. 8),
  - kobieta będąca poddaną Zarazka (odc. 9),
  - trenerka w programie fitness (odc. 10),
  - blondwłosa kobieta odkurzająca w domu (odc. 10),
  - brązowowłosa kobieta rozwieszająca pranie (odc. 10),
  - ciemnoskóra kobieta uciekająca przed gigantyczną pszczołą (odc. 11),
  - matka Piotrusia (odc. 12),
  - blondwłosa kobieta będąca właścicielką zielonego auta (odc. 15),
  - ludzie jadący samochodami po autostradzie (odc. 15),
  - ludzie zmienieni w auta (odc. 15),
  - Barbara Papla (jedna scena – błąd dubbingu, odc. 15),
  - blondwłosa kobieta prowadząca suczkę Chihuahua na smyczy (odc. 16),
  - tłum zwierząt (odc. 16),
  - suczka Chihuahua (odc. 16),
  - blondwłosa kobieta z parasolką (odc. 17),
  - kobieta doradzająca jak korzystać z internetu (odc. 17),
  - jedna z obsłużonych kobiet w salonie fryzjerskim (odc. 18),
  - surferka (odc. 20),
  - blondwłosy chłopiec (odc. 21),
  - blondwłosa kobieta poprawiająca makijaż (odc. 21),
  - ciemnoskóra kobieta obsłużona w salonie fryzjerskim (odc. 21),
  - rudowłosa kobieta chcąca kurczaka na obiad (jedna scena – błąd dubbingu, odc. 21),
  - kobiety zmienione w fastfoodowe jedzenie (odc. 21),
  - rudowłosa kobieta narzekająca na fontannę (odc. 21),
  - matka czerwonowłosego dzieciaka (odc. 22),
  - rudowłosa kobieta (odc. 23),
  - blondwłosa kobieta przestraszona przez maskę czarownicy (odc. 23),
  - kobieta nabrana na dowcip z tabaką (odc. 23),
  - starsza pani naśmiewająca się z Jakuba (odc. 23),
  - czarnoskóra kobieta uciekająca przed sztuczną szczęką (odc. 23),
  - jedna z czarownic w wyobraźni Zarazka (odc. 24),
  - ludzie zmienieni w warzywa, owoce i kwiaty (odc. 25),
  - brązowowłosa kobieta pracująca w biurze (odc. 28),
  - brązowowłosa kobieta jadąca na żółtym rowerze (odc. 28),
  - rudowłosa kobieta, której źle ostrzyżono włosy (odc. 32),
  - ciemnoskóra kobieta w parku (odc. 32),
  - brązowowłosa kobieta w kawiarni (odc. 33),
  - czerwonowłosa kobieta tańcząca na progu drzwi (odc. 33),
  - kobieta o śniadej karnacji stojąca w kolejce do fryzjera (odc. 37),
  - kobiety stojące w kolejce do fryzjera (odc. 37),
  - głos z telefonu (odc. 37),
  - turyści (odc. 38),
  - czarnowłosa kobieta stojąca w kolejce (odc. 38),
  - rudowłosa kobieta stojąca na końcu kolejki (odc. 38),
  - czarnowłosa kobieta wściekająca się na ukochanego (odc. 40),
  - bordowowłosa kobieta, która się rozpłakała (odc. 40),
  - ciemnoskóra kobieta rozpaczająca z powodu Tyranii (odc. 41),
  - wściekły tłum kobiet (odc. 41),
  - starsza pani uciekająca przed rozpędzonym kabrioletem (odc. 41),
  - Milady Noah (odc. 42),
  - brązowowłosa kobieta wściekająca się przez spóźnienie (odc. 44),
  - ciemnoskóra kobieta układająca puzzle (odc. 44),
  - czarnowłosa kobieta błędnie odpowiadająca na pytanie (odc. 45),
  - brązowowłosa kobieta w parku (odc. 46),
  - żyrafa (odc. 46),
  - blondwłosa kobieta prowadząca psa na smyczy (odc. 47),
  - czarnowłosa kobieta z parasolką (odc. 47),
  - dzieci (odc. 48),
  - brązowowłosa kobieta ubrana w granatowy płaszcz (odc. 48),
  - dziewczynka ubrana w różową kurtkę (odc. 48),
  - czerwonowłosa kobieta w sklepie spożywczym (odc. 48),
  - ciemnoskóra kobieta okradziona przez bałwana (odc. 48),
  - brązowowłosa dziewczynka bawiąca się śnieżkami (odc. 48),
  - brązowowłosa dziewczynka jadąca na sankach (odc. 48),
  - ciemnoskóra kobieta ubrana w niebieski płaszcz (odc. 48),
  - pracowniczka w biurze rzeczy znalezionych (odc. 48),
  - ukochana brązowowłosego mężczyzny (odc. 49),
  - ludzie zmienieni w psy (odc. 51),
  - brązowowłosa kobieta, której niszczono samochód (odc. 52),
  - czarnowłosa kobieta rozkazująca zaatakować Zarazka (odc. 52),
  - kobiety w salonie fryzjerskim (odc. 52),
  - blondwłosa kobieta rzucająca w mężczyzn mokrymi ścierkami (odc. 52),
  - kobiety atakujące Zaklęty Dwór (odc. 52),
  - ciemnoskóra kobieta atakująca brązowowłosego mężczyznę patelnią (odc. 52)
- Grzegorz Przybył –
  - Jakub,
  - tłum ludzi (odc. 1, 20, 23, 44-45, 49-50),
  - koza (odc. 2, 17),
  - pracownik kina (odc. 6),
  - Maurycy (jedna scena – błąd dubbingu, odc. 9),
  - kucharz w programie kulinarnym (odc. 10),
  - urządzenia elektryczne (odc. 10),
  - toster (odc. 10),
  - dzieci na lekcji profesora Perfidiusza (odc. 12),
  - Wielki Zły Wilk (odc. 14),
  - policjant (odc. 18, 29, 41),
  - fryzjer (odc. 21),
  - mężczyzna zmieniony w kurczaka (odc. 21),
  - kierowca białego kabrioletu (odc. 23),
  - mężczyzna w łazience (odc. 23),
  - chudy pracownik zapory wodnej (odc. 23),
  - listonosz (odc. 29),
  - brodaty lekarz (odc. 30),
  - blondwłosy mężczyzna sklejający plakat na budynku (odc. 32),
  - kelner (odc. 33),
  - pan Sikawkowy – szef strażaków (odc. 33),
  - ojciec jednego z dzieci (odc. 37),
  - rudowłosy mężczyzna wściekający się na ukochaną (odc. 40),
  - tłum mężczyzn zakochanych w Tyranii (odc. 41),
  - król Artur (odc. 42),
  - koza (1532) (odc. 42),
  - hipopotam Robert (odc. 43),
  - siwowłosy więzień (odc. 43),
  - gruby pracownik rafinerii (odc. 44),
  - skłóceni mężczyźni w parku (odc. 44),
  - pracownicy rafinerii (odc. 44),
  - mechanik (odc. 49),
  - wąsaty mężczyzna oskarżający o kłamstwo (odc. 49),
  - szef kontroli lotów (odc. 49),
  - robotnik kierujący spychacz (odc. 49),
  - mężczyzna karmiący gołębie (odc. 49),
  - jubiler (odc. 49),
  - tłum ludzi we śnie Maurycego (odc. 50),
  - burmistrz Blaga (jedna scena – błąd dubbingu, odc. 50),
  - tłum ludzi na rozdaniu nagród we śnie Barbary Papli (odc. 50),
  - tłum ludzi we śnie burmistrza Blagi (odc. 50),
  - mężczyźni wyciągający opony z samochodów (odc. 52)
- Dariusz Stach –
  - Maurycy,
  - palec w zegarze,
  - tłum ludzi (odc. 1, 13, 15-16, 23, 25, 28, 38-40, 43-46, 49-52),
  - sobowtóry Maurycego (odc. 2),
  - gruby ochroniarz (odc. 3),
  - mężczyzna, którego telefon Mikołaj pomylił z zabawką (odc. 3),
  - ludzie zmienieni w jaskiniowców (odc. 7),
  - mechanik zmieniony w jaskiniowca (odc. 7),
  - wąsaty biegacz (odc. 8),
  - rudowłosy chłopak grający w piłkę (odc. 8),
  - nastoletni chłopcy grający w piłkę (odc. 8),
  - pan Sikawkowy – szef strażaków (odc. 9),
  - telewizor (odc. 10),
  - urządzenia elektryczne (odc. 10),
  - jeden ze śmieciarzy (odc. 11),
  - Robalomierz 2000 (odc. 12),
  - dzieci na lekcji profesora Perfidiusza (odc. 12),
  - kapitan statku (odc. 13),
  - kierowca żółtego samochodu (odc. 15, 38),
  - jeden z mechaników myjący auto Barbary Papli (odc. 15),
  - ludzie jadący samochodami po autostradzie (odc. 15),
  - ludzie zmienieni w auta (odc. 15),
  - mężczyzna zmieniony w zielone auto (odc. 15),
  - kot podobny do Maurycego (odc. 16),
  - tłum zwierząt (odc. 16),
  - ochroniarz stacji telewizyjnej (odc. 17),
  - rudowłosy chłopiec pijący wodę (odc. 20),
  - kelner (odc. 21),
  - duchy (odc. 22),
  - listonosz (odc. 23, 46),
  - stary mężczyzna (odc. 23),
  - różowowłosy mężczyzna (odc. 23),
  - mężczyzna nabrany na dowcip z tabaką (odc. 23),
  - malarz (odc. 23),
  - jeden z mężczyzn zmienionych w kolby kukurydzy (odc. 25),
  - jeden z mieszkańców miasta (odc. 26),
  - brodaty mężczyzna pracujący w biurze (odc. 28),
  - ciemnoskóry mężczyzna jadący na czerwonym rowerze (odc. 28),
  - czerwonowłosy mężczyzna próbujący złapać autobus (odc. 29),
  - jeden z członków gangu przestępczego (odc. 29),
  - kierowca czerwonego samochodu (odc. 36),
  - przyjaciel Kipa (odc. 37),
  - Kip Cosey (jedna scena – błąd dubbingu, odc. 37),
  - operator kolejki z samolotami (odc. 37),
  - fryzjer (odc. 37),
  - właściciel sklepu z farbami (odc. 37),
  - turyści (odc. 38),
  - blondwłosy żebrak (odc. 39),
  - wąsaty pracownik wodociągów (odc. 39),
  - pracownik supermarketu (odc. 41),
  - tłum mężczyzn zakochanych w Tyranii (odc. 41),
  - jeden z braci Wright (odc. 42),
  - Napoleon Bonaparte (odc. 42),
  - Isaac Newton (odc. 42),
  - sir Bediver (odc. 42),
  - rycerze Okrągłego Stołu (odc. 42),
  - kotka będąca przodkinią Maurycego (odc. 42),
  - rudowłosy więzień (odc. 43),
  - chudy pracownik rafinerii (odc. 44),
  - pracownicy rafinerii (odc. 44),
  - blondwłosy mężczyzna błędnie odpowiadający na pytanie (odc. 45),
  - kierowca niebieskiego samochodu (odc. 46),
  - mężczyzna prowadzący psa na smyczy (odc. 46),
  - lekarz (odc. 46),
  - ochroniarz w sklepie zoologicznym (odc. 46),
  - blondwłosy pływak (odc. 47),
  - dzieci (odc. 48),
  - nadzorujący budowę placu zabaw (odc. 49),
  - tłum ludzi we śnie Maurycego (odc. 50),
  - tłum ludzi na rozdaniu nagród we śnie Barbary Papli (odc. 50),
  - szofer burmistrza Blagi (odc. 50),
  - przestępca okradający sklep zoologiczny (odc. 51),
  - policjant (odc. 51),
  - mężczyzna grający w karty z burmistrzem Blagą (odc. 51),
  - ludzie zmienieni w psy (odc. 51),
  - mężczyźni wyciągający opony z samochodów (odc. 52),
  - tłum mężczyzn współpracujących z Zarazkiem, panem Coseyem i burmistrzem Blagą (odc. 52),
  - mężczyźni atakujący kobiety jedzeniem (odc. 52),
  - mężczyźni współpracujący z Zarazkiem (odc. 52)
- Wiesław Sławik –
  - Zarazek,
  - pan Cosey,
  - tłum ludzi (odc. 1, 8, 11, 13, 20, 27, 40, 44-45, 47-48),
  - jeden z mieszkańców miasta (odc. 1, 10),
  - sobowtór pana Coseya (odc. 2),
  - kierowca autobusu (odc. 2),
  - ludzie zmienieni w jaskiniowców (odc. 7),
  - surfer (odc. 8),
  - ludzie uprawiający gimnastykę na plaży (odc. 8),
  - mieszkańcy miasta (odc. 8),
  - mażoreci (odc. 8),
  - kierowca ciężarówki wiozącej byki i krowy (odc. 16),
  - tłum zwierząt (odc. 16),
  - Tyrania imitująca Zarazka (odc. 17),
  - stary mężczyzna szukający przystanku autobusowego (odc. 18),
  - kontroler lotów (odc. 18),
  - sprzedawca wody będący fatamorganą (odc. 20),
  - chłopiec jadący na wrotkach (odc. 21),
  - czarnowłosy mężczyzna wpadający na blondwłosą kobietę (odc. 21),
  - fotograf (odc. 21),
  - niski czarnowłosy mężczyzna ratujący Maurycego z drzewa (odc. 21),
  - ojciec czerwonowłosego dzieciaka (odc. 22),
  - przerażony mężczyzna (odc. 22),
  - duchy (odc. 22),
  - gruby pracownik zapory wodnej (odc. 23),
  - rudowłosy mężczyzna (odc. 24),
  - ludzie owłosieni na całym ciele (odc. 24),
  - ludzie zmienieni w warzywa, owoce i kwiaty (odc. 25),
  - policjant (odc. 29),
  - brodaty czarodziej (odc. 32),
  - wąsaty robotnik (odc. 33),
  - listonosz (odc. 33),
  - klaun (odc. 37),
  - tłum mężczyzn zakochanych w Tyranii (odc. 41),
  - brodaty rycerz (odc. 42),
  - rycerze Okrągłego Stołu (odc. 42),
  - śmieciarz pracujący w zoo (odc. 43),
  - wąsaty mężczyzna spóźniający się na spotkanie (odc. 44),
  - kierowca furgonetki dostarczającej nagrody (odc. 45),
  - czarnowłosy mężczyzna ubrany w różową kurtkę (odc. 48),
  - rudowłosy mężczyzna lepiący bałwana (odc. 48),
  - pracownik supermarketu (odc. 48),
  - ożywiony rachunek (odc. 50),
  - ludzie zmienieni w psy (odc. 51),
  - tłum mężczyzn współpracujących z Zarazkiem, panem Coseyem i burmistrzem Blagą (odc. 52)
- Mirosław Neinert –
  - Złowrogus Robal,
  - szczur Budyń,
  - Święty Mikołaj (odc. 3),
  - łysy biegacz (odc. 8),
  - czarnoskóry chłopak grający w piłkę (odc. 8),
  - chłopak będący bramkarzem (odc. 8),
  - nastoletni chłopcy grający w piłkę (odc. 8),
  - Kip Cosey (jedna scena – błąd dubbingu, odc. 8),
  - stary mężczyzna (odc. 8),
  - kapitan gwardii rycerskiej Zarazka (odc. 9),
  - głos z jednego z programów telewizyjnych (odc. 10),
  - odkurzacz (odc. 10),
  - strażnik miejskiej elektrowni (odc. 10),
  - urządzenia elektryczne (odc. 10),
  - łysy mężczyzna myjący zęby (odc. 12),
  - wąsaty mężczyzna leżący na leżaku (odc. 12),
  - Czarodziej z Oz (odc. 14),
  - właściciel biura rzeczy zagubionych (odc. 18),
  - sobowtóry Robala (odc. 24),
  - policjant (odc. 27),
  - rudowłosy lekarz (odc. 30),
  - ogrodnik w parku (odc. 30),
  - ojciec Złowrogusa Robala (odc. 42)
- Wisława Świątek –
  - Barbara Papla,
  - Ravinia,
  - pani Robalowa – żona Robala,
  - Kelly Cosey (w niektórych scenach odc. 3),
  - Natasha (odc. 12),
  - księżniczka (odc. 14),
  - Baba Jaga (odc. 14),
  - Czerwony Kapturek (odc. 14),
  - koza (odc. 14),
  - jedna z obsłużonych kobiet w salonie fryzjerskim (odc. 18),
  - tłum ludzi (odc. 18, 28, 39, 43, 49, 52),
  - wysoka rudowłosa dziewczyna (odc. 18),
  - starsza pani na przystanku autobusowym (odc. 18),
  - dziewczynka będąca właścicielką złotej rybki (odc. 27),
  - kobieta, której szczeniaki zniknęły (odc. 27),
  - chłopiec, któremu kucyk zniknął (odc. 27),
  - blondwłosa kobieta pracująca w biurze (odc. 28),
  - czarnowłosa pielęgniarka (odc. 30),
  - pacjentka (odc. 30),
  - pielęgniarki (odc. 30),
  - czerwonowłosa pielęgniarka (odc. 30),
  - panna Widders – sekretarka burmistrza Blagi (odc. 31, 43, 52),
  - staruszka przechodząca przez ulicę (odc. 35),
  - matka Piotrusia (odc. 37),
  - rudowłosa kobieta stojąca w kolejce do fryzjera (odc. 37),
  - ciemnoskóra kobieta stojąca w kolejce do fryzjera (odc. 37),
  - kobiety stojące w kolejce do fryzjera (odc. 37),
  - bordowowłosa kobieta stojąca w kolejce (odc. 38),
  - matka małego Jakuba (odc. 38),
  - sąsiadka Coseyów (odc. 39),
  - matka Złowrogusa Robala (odc. 42),
  - pielęgniarka (odc. 46),
  - czarnowłosa kobieta zajmująca się dziećmi (odc. 46),
  - wściekły tłum kobiet (odc. 52),
  - kobiety rzucające ciastami w karawan Zarazka (odc. 52),
  - kobiety wybiegające z salonu fryzjerskiego (odc. 52)
- Ireneusz Załóg –
  - burmistrz Blaga,
  - Kip Cosey,
  - świnia,
  - małpa,
  - Dąbek,
  - koza (odc. 1, 33, 46),
  - owca (odc. 1),
  - jeden z pelikanów (odc. 1),
  - sobowtór Kipa Coseya (odc. 2),
  - mechanicy (odc. 2),
  - chudy ochroniarz (odc. 3),
  - demon-zabawka (odc. 3),
  - robot Simon Sibot (odc. 3),
  - zdziecinniały kierowca autobusu (odc. 4),
  - Maurycy (jedna scena – błąd dubbingu, odc. 6, 16),
  - wujek Zarazek (odc. 6),
  - kustosz galerii sztuki (odc. 6),
  - mężczyzna, który myślał, że ożywione malowidła to karnawał (odc. 6),
  - mężczyzna zdziwiony malowidłami (odc. 6),
  - tłum ludzi (odc. 6, 11, 13, 15-16, 18, 23, 25, 27-28, 31, 38-39, 43-46, 48, 50, 52),
  - malarz (odc. 6),
  - czerwonowłosy dzieciak (odc. 6, 37, 45),
  - ogrodnik w parku (odc. 6),
  - jaszczurka (odc. 7),
  - łysy mężczyzna (odc. 7),
  - ludzie zmienieni w jaskiniowców (odc. 7),
  - brodaty mężczyzna będący człowiekiem ducha wynalazczości (odc. 7),
  - wielbłąd (odc. 7, 20),
  - rudowłosy chłopiec (odc. 8, 12, 15),
  - jeden z rycerzy (odc. 9),
  - smok (odc. 9),
  - blondwłosy mężczyzna robiący pranie w balii (odc. 10),
  - mężczyzna z siatką uciekający przed gigantycznym motylem (odc. 11),
  - profesor Perseusz Perfidiusz (odc. 12),
  - dzieci na lekcji profesora Perfidiusza (odc. 12),
  - mężczyzna noszący za wielkie spodnie (odc. 12),
  - żaba domagająca się pocałunku zmieniającego ją w księcia (odc. 14),
  - Trzy Małe Świnki (odc. 14),
  - dzielny krawiec (odc. 14),
  - kierowca zielonego samochodu (odc. 15),
  - kierowca różowego samochodu (odc. 15),
  - ludzie jadący samochodami po autostradzie (odc. 15),
  - ludzie zmienieni w auta (odc. 15),
  - auto w kolorach Kelly Cosey (odc. 15),
  - mężczyzna zmieniony w niebieskie auto (odc. 15),
  - mężczyzna zmieniony w taksówkę (odc. 15),
  - właściciel salonu samochodowego (odc. 15),
  - tłum zwierząt (odc. 16),
  - listonosz (odc. 17, 47-48, 50-51),
  - meteorolog (odc. 17),
  - bocian (odc. 17),
  - żaba przepowiadająca pogodę (odc. 17),
  - mężczyzna z rudym kucykiem szukający samochodu (odc. 18),
  - linoskoczek (odc. 18),
  - pilot samolotu (odc. 18),
  - zapowiadający zakończenie programu (odc. 18),
  - lektor programu o zającach (odc. 18),
  - mechanik szukający lewarka (odc. 18),
  - mechanik Jacek (odc. 18),
  - niski czarnowłosy chłopak (odc. 18),
  - mężczyzna spadający ze spadochronem (odc. 18),
  - brązowowłosy chłopiec (odc. 21),
  - mężczyzna zdziwiony na widok Jakuba jako kurczaka (odc. 21),
  - mężczyzna zmieniony w hot doga (odc. 21),
  - duch psotnik (odc. 22),
  - duchy (odc. 22),
  - dentysta (odc. 23),
  - mężczyzna obsłużony przez dentystę (odc. 23),
  - blondwłosy mężczyzna (odc. 23),
  - ludzie owłosieni na całym ciele (odc. 24),
  - projektant mody (odc. 24),
  - fryzjer (odc. 24, 49),
  - mężczyzna zmieniony w kwiat, który uciekał przed owadami (odc. 25),
  - mężczyzna zmieniony w kwiat, który stał w kałuży (odc. 25),
  - ludzie zmienieni w warzywa, owoce i kwiaty (odc. 25),
  - jeden z mężczyzn zmienionych w kolby kukurydzy (odc. 25),
  - policjant (odc. 25, 29-30, 44, 51),
  - jeden z przyjaciół Kelly Cosey (odc. 25),
  - jeden z mieszkańców miasta (odc. 26),
  - Nowy Rok (odc. 26),
  - blondwłosy chłopak będący właścicielem psa (odc. 27),
  - rudowłosy chłopiec będący właścicielem chomika (odc. 27),
  - pan Sikawkowy – szef strażaków (odc. 27, 29, 34, 36-37, 41, 43-45, 50-51),
  - papuga burmistrza Blagi (odc. 27),
  - mężczyzna szukający psa (odc. 27),
  - mężczyzna szukający konia (odc. 27),
  - Mephisto (odc. 28),
  - przywódca gangu przestępczego (odc. 29),
  - jeden z członków gangu przestępczego (odc. 29),
  - lekarz noszący okulary (odc. 30),
  - brązowowłosy mężczyzna (odc. 30),
  - lekarz uspokajający pacjentkę (odc. 30),
  - robotnik (odc. 31),
  - czarodziej o zielonej skórze (odc. 32),
  - wąsaty czarodziej (odc. 32),
  - tłum czarodziejów (odc. 32),
  - automatyczny psycholog dla zmotoryzowanych (odc. 32),
  - kontroler satelity (odc. 32),
  - hycel (odc. 32, 51),
  - ciemnoskóry mężczyzna w parku (odc. 32),
  - rudowłosy chłopiec ze zdalnie sterowaną motorówką (odc. 32),
  - jeden z robotników (odc. 33),
  - ogrodnik koszący trawę w parku (odc. 33),
  - robotnik kierujący dźwig z kulą do burzenia (odc. 33),
  - kierowca autobusu (odc. 35),
  - kucharz (odc. 36),
  - sprzedawca waty cukrowej (odc. 37),
  - operator sztucznych ogni (odc. 37),
  - dzieci (odc. 37, 48),
  - kelner (odc. 38),
  - brodaty mężczyzna stojący w kolejce (odc. 38),
  - zielonowłosy mężczyzna stojący w kolejce (odc. 38),
  - turyści (odc. 38),
  - blondwłosy turysta (odc. 38),
  - czarnowłosy żebrak (odc. 39),
  - bankier (odc. 39),
  - sąsiad Coseyów (odc. 39),
  - siwowłosy pracownik wodociągów (odc. 39),
  - blondwłosy mężczyzna przechodzący przez ulicę (odc. 41),
  - jeden z członków ekipy telewizyjnej (odc. 41),
  - tłum mężczyzn zakochanych w Tyranii (odc. 41),
  - strażak (odc. 41),
  - Złowrogus Robal w postaci wąsatego mężczyzny (odc. 41),
  - sir Lancelot (odc. 42),
  - nadworny kucharz (odc. 42),
  - rycerze Okrągłego Stołu (odc. 42),
  - świnia (1532) (odc. 42),
  - małpa (1532) (odc. 42),
  - chór dyrygowany przez ojca Złowrogusa Robala (odc. 42),
  - brązowowłosy mężczyzna w zoo (odc. 43),
  - niedźwiedź polarny (odc. 43),
  - głos z książki o największych awanturach świata (odc. 44),
  - tajemniczy głos, któremu Maurycy przyrzekł współpracę z Jakubem (odc. 44),
  - kierowca niebieskiego samochodu (odc. 44),
  - rywal burmistrza Blagi (odc. 44),
  - pracownicy rafinerii (odc. 44),
  - blondwłosy mężczyzna układający puzzle (odc. 44),
  - prowadzący teleturniej „Co to za litera?” (odc. 45),
  - prowadzący konkurs „Rodzinne potyczki” (odc. 45),
  - prowadzący konkurs „Tarcza fortuny” (odc. 45),
  - prowadzący konkurs „Jaki to smak?” (odc. 45),
  - prowadzący konkurs na największą dziurę w zębie (odc. 45),
  - prowadzący konkurs „Wal na czerwonym” (odc. 45),
  - prowadzący konkurs „Pływasz albo toniesz” (odc. 45),
  - prowadzący konkurs „Co to za zwierzę?” (odc. 45),
  - prowadzący turniej „Kupowanie na śniadanie” (odc. 45),
  - prowadzący teleturniej z Tyranią i Zarazkiem zmienionymi w lalki (odc. 45),
  - hipopotam (odc. 46),
  - słoń (odc. 46),
  - trener drużyny pływackiej (odc. 47),
  - blondwłosy mężczyzna oblany wodą przez Tyranię i Zarazka (odc. 47),
  - mężczyzna ubrany w zielony garnitur (odc. 47),
  - brązowowłosy mężczyzna noszący różowe nauszniki (odc. 48),
  - chłopiec ubrany w czerwoną kurtkę (odc. 48),
  - rudowłosy chłopiec bawiący się śnieżkami (odc. 48),
  - wąsaty mężczyzna stojący na drabinie (odc. 48),
  - mężczyzna w supermarkecie (odc. 48),
  - brązowowłosy mężczyzna, który dał ukochanej pierścionek (odc. 49),
  - mężczyzna czytający gazetę (odc. 49),
  - kontroler lotów (odc. 49),
  - mężczyzna odwiedzający jubilera (odc. 49),
  - robotnik proszący Tyranię, by oddała spychacz (odc. 49),
  - prowadzący rozdanie nagród we śnie Barbary Papli (odc. 50),
  - mężczyzna uciekający przed ożywionym rachunkiem (odc. 50),
  - właściciel sklepu zoologicznego (odc. 51),
  - ludzie zmienieni w psy (odc. 51),
  - aktor w filmie (odc. 52),
  - komentator meczu piłki nożnej (odc. 52),
  - mężczyźni wyciągający opony z samochodów (odc. 52),
  - blondwłosy mężczyzna naśmiewający się z brązowowłosej kobiety (odc. 52),
  - tłum mężczyzn współpracujących z Zarazkiem, panem Coseyem i burmistrzem Blagą (odc. 52),
  - mężczyźni atakujący kobiety jedzeniem (odc. 52),
  - mężczyźni współpracujący z Zarazkiem (odc. 52),
  - brązowowłosy mężczyzna atakowany patelnią przez ciemnoskórą kobietę (odc. 52)
- Anita Sajnóg –
  - Kelly Cosey,
  - lwica Leo,
  - sobowtór Kelly Cosey (odc. 2),
  - lalka (odc. 3),
  - zdziecinniała policjantka (odc. 4),
  - ludzie zmienieni w dzieci (odc. 4),
  - właścicielka kota Przytulaska (odc. 6),
  - recepcjonistka w galerii sztuki (odc. 6),
  - tłum ludzi (odc. 18, 20, 38-39, 46, 50, 52),
  - ciemnoskóry chłopiec (odc. 20, 23),
  - rudowłosa kobieta chcąca kurczaka na obiad (odc. 21),
  - brązowowłosa kobieta malująca dom farbami w sprayu (odc. 21),
  - blondwłosa kobieta chcąca hot doga (odc. 21),
  - blondwłosa kobieta opowiadająca o wizycie u fryzjera (odc. 21),
  - czerwonowłosa kobieta narzekająca na fontannę (odc. 21),
  - czerwonowłosy dzieciak (odc. 22),
  - wnuk starego mężczyzny (odc. 23),
  - brązowowłosy chłopiec (odc. 23),
  - kobieta odmawiająca lodów (odc. 23),
  - dziewczynki (odc. 30, 37),
  - czarnowłosa dziewczynka (odc. 37),
  - Piotruś (odc. 37),
  - kobiety stojące w kolejce do fryzjera (odc. 37),
  - rudowłosa kobieta z dzieckiem (odc. 37),
  - jedna z kobiet jadących kolejką z samolotami (odc. 37),
  - dzieci (odc. 37, 46, 50),
  - turyści (odc. 38),
  - wściekły tłum kobiet (odc. 41, 52),
  - czerwonowłosa księżniczka (odc. 42),
  - jedna z przyjaciółek Kelly Cosey (odc. 44),
  - kobieta, której źle ostrzyżono włosy (odc. 49),
  - aktorka w filmie (odc. 52),
  - kobiety rzucające ciastami w karawan Zarazka (odc. 52),
  - kobiety w salonie fryzjerskim (odc. 52),
  - pani Robalowa – żona Robala (jedna scena – błąd dubbingu, odc. 52),
  - kobiety atakujące Zaklęty Dwór (odc. 52),
  - kotka o pomarańczowej sierści (odc. 52)
- Maciej Walentek –
  - prawnik zmieniony w rekina (odc. 13),
  - kelner (odc. 13, 23),
  - duchy (odc. 22)

i inni
Lektor: Ireneusz Załóg

## Odcinki
- Serial liczy 52 odcinki, podzielonych na 2 serie po 26 odcinków.
- Serial w Polsce był emitowany w telewizji TVN, Jetix i Jetix Play.
- Premiery odcinków w Jetix Play:
  - odcinki 1-10 – 5 stycznia 2009 roku,
  - odcinki 11-20 – 2 lutego 2009 roku,
  - odcinki 21-30 – 2 marca 2009 roku,
  - odcinek 18 – 17 kwietnia 2009 roku,
  - odcinki 31-40 – 1 maja 2009 roku,
  - odcinki 41-52 – 7 lipca 2009 roku.

### Spis odcinków
| N/o            | Polski tytuł                 | Angielski tytuł               |
| -------------- | ---------------------------- | ----------------------------- |
|                |                              |                               |
| SERIA PIERWSZA |                              |                               |
|                |                              |                               |
| 01             | Zielona panika               | Plant Panic                   |
|                |                              |                               |
| 02             | Nieszczęścia chodzą parami   | Double Trouble                |
|                |                              |                               |
| 03             | Zbuntowane zabawki           | Worst Noel                    |
|                |                              |                               |
| 04             | Okropne maluchy              | Terrible Toddlers             |
|                |                              |                               |
| 05             | Bezbarwny chaos              | Colorless Chaos               |
|                |                              |                               |
| 06             | Z portretu na ziemię         | Off the Walls                 |
|                |                              |                               |
| 07             | Powrót do prehistorii        | Prehistorical Populace        |
|                |                              |                               |
| 08             | Wielkie stopy                | Big Feet                      |
|                |                              |                               |
| 09             | Królewska ciotka             | The King's Aunt               |
|                |                              |                               |
| 10             | Elektryczne przymierze       | Appliance Alliance            |
|                |                              |                               |
| 11             | Inwazja olbrzymich insektów  | Invasion of the Giant Insects |
|                |                              |                               |
| 12             | Zaklęte życzenia             | Wishful Thinking              |
|                |                              |                               |
| 13             | Arka Noego                   | The Beastie Brew              |
|                |                              |                               |
| 14             | Dawno, dawno temu            | Once upon a Potion            |
|                |                              |                               |
| 15             | Samochodowy koszmar          | Car Wars                      |
|                |                              |                               |
| 16             | Miasto dzikich zwierząt      | The Wild Wild Pets            |
|                |                              |                               |
| 17             | Pogoda w kratkę              | Wacky Weather                 |
|                |                              |                               |
| 18             | Zgubne zaklęcie              | Lost Spell                    |
|                |                              |                               |
| 19             | Powtórka z czystości         | Poubelle and Back             |
|                |                              |                               |
| 20             | Piaskowa pułapka             | Sand Witch                    |
|                |                              |                               |
| 21             | Plaga sobowtórów             | Bubonic Plague                |
|                |                              |                               |
| 22             | Miasto duchów                | Ghost Town                    |
|                |                              |                               |
| 23             | Kawalarze                    | You Must Be Joking            |
|                |                              |                               |
| 24             | O mały włos                  | By a Hair's Breadth           |
|                |                              |                               |
| 25             | Jarzynowa sałatka            | Goin's Garbanzo               |
|                |                              |                               |
| 26             | Noc życzeń                   | Night of Wishes               |
|                |                              |                               |
| SERIA DRUGA    |                              |                               |
|                |                              |                               |
| 27             | Pupile                       | Life with Maggot              |
|                |                              |                               |
| 28             | Zerwana umowa                | Let's Break a Deal            |
|                |                              |                               |
| 29             | Szybka akcja                 | Slowly But Surely             |
|                |                              |                               |
| 30             | Smutne zaklęcie              | Gloom With a View             |
|                |                              |                               |
| 31             | Pan na ratuszu               | Mayor For a Day               |
|                |                              |                               |
| 32             | Nieudacznik                  | Good For Nothing              |
|                |                              |                               |
| 33             | Równym krokiem               | Fancy Footwork                |
|                |                              |                               |
| 34             | Cień wątpliwości             | Shadow of a Doubt             |
|                |                              |                               |
| 35             | W szponach życzliwości       | Nice Wizards                  |
|                |                              |                               |
| 36             | Inspektor Robal              | Inspector Maggot              |
|                |                              |                               |
| 37             | Dzień dziecka                | Vanity Spell                  |
|                |                              |                               |
| 38             | Kolejkowy czar               | Drop Me a Line                |
|                |                              |                               |
| 39             | Pieniądze szczęścia nie dają | Money Can't Buy Happiness     |
|                |                              |                               |
| 40             | Walentynkowe życzenia        | Happy Valentine               |
|                |                              |                               |
| 41             | Ukochana Tyrania             | Simply Irresistable           |
|                |                              |                               |
| 42             | Podróż w czasie              | Ty-Me Travel                  |
|                |                              |                               |
| 43             | Wielka ucieczka              | The Great Escape              |
|                |                              |                               |
| 44             | Na dobre i na złe            | Two Cute                      |
|                |                              |                               |
| 45             | Wielka wygrana               | Quiz the Wizard               |
|                |                              |                               |
| 46             | A psik!                      | Achoo!                        |
|                |                              |                               |
| 47             | Lilipucie zaklęcie           | The Big Shrinking Spell       |
|                |                              |                               |
| 48             | Miasto bałwanów              | Abominable Behavior           |
|                |                              |                               |
| 49             | Kłamczuch                    | The Pinocchio Syndrome        |
|                |                              |                               |
| 50             | Jawa czy sen                 | Perchance To Dream-Not        |
|                |                              |                               |
| 51             | Pieskie życie                | It's a Dog's Life             |
|                |                              |                               |
| 52             | Baby górą                    | The War of the Sex            |
|                |                              |                               |

### Uroki
Spis uroków wraz z metodami na ich pokonanie:
- Ożywienie roślin – Nawożenie i podlanie złych warzyw.
- Po spojrzeniu w lustro tworzy się klon – Ustawienie dwóch luster naprzeciw siebie.
- Ożywienie zabawek – Odsiecz Świętego Mikołaja.
- Ludzie jako dzieci – Wrzucenie starego pióra Jakuba do wywaru.
- Zniknięcie kolorów z miasta – Stworzenie tęczy.
- Żywe malowidła – Zrobienie zdjęcia malowidłu.
- Ludzie jako jaskiniowcy – Namówienie jednego z nich do zbudowania koła.
- Potężne zwiększenie rozmiaru stóp ludzi – Załadowanie stóp do barek.
- Zmiana miasta w średniowieczny gród – Przestraszenie Zarazka smokiem z sennego koszmaru.
- Ożywienie elektrycznych urządzeń – Zachęcenie odkurzacza do wykonywania swoich zwyczajnych czynności.
- Powiększenie insektów do wielkości ludzi – Zobaczenie wielkiego insekta z drugiej strony lunety.
- Każdemu człowiekowi spełnia się jedno życzenie, które obróci się przeciw niemu – Wypowiedzenie życzenia cofającego czas[c].
- Ludzie jako zwierzęta – Zgromadzenie mieszkańców na łodzi (arce).
- Czytane bajki stają się prawdziwe – Wkręcenie Zarazka do bajki o kocie w butach jako złego czarownika.
- Ludzie jako samochody – Jazda starym karawanem Zarazka do tyłu.
- Zwierzęta domowe jako dzikie bestie – Znalezienie serca lwa w Jakubie.
- Nieustanne zmiany pogody – Przyklejenie żaby do dołu drabinki miodem.
- Zagubienie rzeczy – Znalezienie Jakuba przez Maurycego.
- Podwojenie śmieci i spowodowanie, by wróciły – Stworzenie czystego białego papieru.
- Miasto wypełnione piaskiem – Skok Jakuba i Maurycego do fatamorgany.
- Ludzie jako Tyrania i Zarazek – Ocalenie Maurycego przez Zarazka.
- Duchy nawiedzające miasto – Piski pazurów Maurycego straszące duchy.
- Ludzie jako kawalarze – Płacz Tyranii i Zarazka.
- Ludzie owłosieni w całym ciele i jednocześnie łysi – Wyrwanie pióra Jakubowi.
- Głowy ludzi jako warzywa i owoce – Łaskotanie połączonych Tyranii i Mięsojada w język ogonem Maurycego.
- Skażenie – Wrzucenie nuty dzwonu (dźwięku dzwonu) do wywaru.
- Zwierzaki w domu czarodziejów – Powrót Jakuba i Maurycego do domu.
- Miasto do góry nogami – Pozbawienie Zarazka jego wielkiej mocy[d].
- Powolni ludzie – Oszukanie czarodziejów, że ich urok jest do niczego.
- Smutni ludzie – Robal z powrotem sobą.
- Zamiana ciał Maurycego i Jakuba, a także Zarazka i burmistrza – Cała czwórka śpiewa z całych sił.
- Nieudacznicy – Odzyskanie przez Jakuba zdolności latania.
- Tańczące buty – Buty słyszące tę samą muzykę.
- Ludzie jako cienie – Smarowanie Jakuba i Maurycego olejkiem do opalania.
- Mili czarodzieje – Czarodzieje znów na siebie wściekli.
- Inspektor Robal – Robal zauważa, że pomylił skarpety.
- Dorośli skrajnie samolubni i nie zwracający uwagi na dzieci – Pokaz fajerwerków.
- Nieskończone kolejki – Odwrócenie kolejki.
- Ludzie szaleni na punkcie pieniędzy – Kupowanie przyjaźni bezdomnego.
- Zakochani na siebie wściekli – Nagrywanie słów „kocham cię”.
- Porywająca Tyrania – Pocałowanie Tyranii przez Zarazka.
- Podróż w czasie w celu rozdzielenia rodziców Robala – Spotkanie rodziców Robala.
- Przenikalne ściany – Zalepienie gumą do żucia dziury w kotle z wywarem.
- Skłóceni przyklejeni – Jakub i Maurycy przepraszają się.
- Konkursy, które Tyrania i Zarazek wygrywają – Znalezienie Tyranii i Zarazka przez Jakuba i Maurycego w stercie nagród.
- Kichający ludzie – Kichanie Jakuba.
- Ludzie skurczeni po kontakcie z wodą – Podlewanie Mięsojada.
- Żywe bałwany – Wrzucenie bałwana do gorących źródeł.
- Kłamcy, u których nosy się wydłużają – Zrobienie zadania domowego Kipa (uczynienie jego kłamstwa prawdą).
- Zmiana snów w koszmary, które potem stają się rzeczywistością – Maurycy stawia czoło swojemu koszmarowi.
- Ludzie jako psy – Zagwizdanie gwizdkiem.
- Kobiety kontra mężczyźni – Pan Cosey ratuje Kelly przed Maurycym udającym wściekłego kota.

## Międzynarodowa emisja
| Kraj     | Stacja(e)                                        | Tytuł serii w kraju |
| -------- | ------------------------------------------------ | ------------------- |
| Francja  | Fox Kids Jetix TF1 TF1 HD                        | Wounchpounch        |
| Holandia | Fox Kids Jetix                                   | Wunschpunsch        |
| Mołdawia | Fox Kids Jetix                                   | Wunschpunsch        |
| Niemcy   | KI.KA                                            | Der Wunschpunsch    |
| Polska   | Fox Kids Jetix Jetix Play TVN                    | Wunschpunsch        |
| Rosja    | REN TV TV3 Pietierburg - Piatyj kanał Jetix Play | Вуншпунш            |
| Rumunia  | Fox Kids/Jetix                                   | Wunschpunsch        |
| Włochy   | Jetix Italia 1 Rai Gulp                          | Grog di Magog       |
| Ukraina  | Nowyj kanał                                      | Вуншпунш            |